# Colin McRae Rally
Pour le premier de la série, voir Colin McRae Rally (jeu vidéo, 1998).
Colin McRae Rally, puis Dirt, est une série de jeux vidéo de course de rallye éditée par Codemasters, débutée en 1998 avec Colin McRae Rally. La série tire son nom du pilote Colin McRae, champion du monde des rallyes en 1995, qui assiste les développeurs en tant que consultant.

## Historique
Colin McRae Rally sort en 1998 sur PlayStation et Windows. En 2000 paraît le deuxième jeu de la série, Colin McRae Rally 2.0, toujours sur PlayStation et Windows. La série s'agrandit encore par la suite avec trois opus qui sortent sur PlayStation 2, Xbox et Windows entre 2002 et 2004.
En 2007, en parallèle de l'arrivée des consoles de septième génération que sont la Xbox 360 et la PlayStation 3, Codemasters reboote la série : Colin McRae Rally devient Colin McRae: Dirt en Europe et simplement Dirt en Amérique du Nord, et la numérotation des jeux repart de zéro. Le 15 septembre 2007, soit le lendemain de la sortie de Colin McRae: Dirt en Europe, Colin McRae décède dans un accident d'hélicoptère. L'appellation Colin McRae est conservée en Europe pour Colin McRae: Dirt 2 en 2009, puis est abandonnée en Europe à partir de Dirt 3. La série prend un tournant plus arcade, et propose également une variété de disciplines qui s'éloignent du rallye traditionnel. La transition de Colin McRae Rally vers Dirt précède d'un an celle de l'autre franchise automobile de Codemasters, TOCA Touring Car, qui devient pour sa part GRID en 2008.
En 2013, Codemasters publie sur iOS et Android une version remastérisée de Colin McRae Rally 2.0 sous le titre Colin McRae Rally. 
En 2015, Codemasters publie Dirt Rally, un jeu qui renoue avec l'aspect simulation des jeux de la série d'origine. Le jeu connait une suite, Dirt Rally 2.0, en 2019.
Certains jeux de la série sont portés ou adaptés sur des consoles portables, parmi lesquelles la Game Boy Color et la Game Boy Advance, ou encore la PlayStation Portable,,,,,.

## Jeux
| Jeux                   | Metacritic                          |
| ---------------------- | ----------------------------------- |
| Colin McRae Rally      |                                     |
| Dirt Rally             |                                     |
| Colin McRae: Dirt 2    |                                     |
| Dirt: Showdown         |                                     |
| Colin McRae Rally 2.0  | GBA: 80/100 PC: 83/100 PS1: 90/100  |
| Colin McRae Rally 3    | PS2: 86/100 XBOX: 86/100            |
| Colin McRae Rally      | 69/100                              |
| Dirt 4                 |                                     |
| Colin McRae Rally 2005 | PC: 83/100 XBOX: 83/100             |
| Colin McRae: Dirt      |                                     |
| Dirt Rally 2.0         |                                     |
| Colin McRae Rally 04   | PC: 87/100 XBOX: 84/100             |
| Dirt 3                 |                                     |
| Dirt 5                 | PC: 75/100 PS5: 80/100 XONE: 83/100 |

- 1998 : Colin McRae Rally
- 2000 : Colin McRae Rally 2.0
- 2002 : Colin McRae Rally 3
- 2003 : Colin McRae Rally 04
- 2004 : Colin McRae Rally 2005
- 2007 : Colin McRae: Dirt
- 2009 : Colin McRae: Dirt 2
- 2011 : Dirt 3
- 2012 : Dirt: Showdown
- 2013 : Colin McRae Rally (2013)
- 2015 : Dirt Rally
- 2017 : Dirt 4
- 2019 : Dirt Rally 2.0
- 2020 : DiRT 5